# Trinidad és Tobago a 2012. évi nyári olimpiai játékokon
Trinidad és Tobago a nagy-britanniai Londonban megrendezett 2012. évi nyári olimpiai játékok egyik részt vevő nemzete volt. Az országot az olimpián 6 sportágban 30 sportoló képviselte, akik összesen 4 érmet szereztek.

## Érmesek
| Érem  | Versenyző                                                     | Sportág  | Versenyszám           |
| ----- | ------------------------------------------------------------- | -------- | --------------------- |
| Arany | Keshorn Walcott                                               | Atlétika | Férfi gerelyhajítás   |
| Ezüst | Keston Bledman Marc Burns Emmanuel Callander Richard Thompson | Atlétika | Férfi 4 × 100 m váltó |
| Bronz | Lalonde Gordon                                                | Atlétika | Férfi 400 m           |
| Bronz | Lalonde Gordon Jarrin Solomon Ade Alleyne-Forte Deon Lendore  | Atlétika | Férfi 4 × 400 m váltó |

## Atlétika
Férfi
| Versenyző                                                     | Versenyszám     | Selejtező | Selejtező | Selejtező | Előfutam | Előfutam | Előfutam | Elődöntő | Elődöntő | Elődöntő | Döntő   | Döntő    |
| Versenyző                                                     | Versenyszám     | Idő       | Hely.     | Össz.     | Idő      | Hely.    | Össz.    | Idő      | Hely.    | Össz.    | Idő     | Helyezés |
| ------------------------------------------------------------- | --------------- | --------- | --------- | --------- | -------- | -------- | -------- | -------- | -------- | -------- | ------- | -------- |
| Richard Thompson                                              | 100 m           | kiemelt   | kiemelt   | kiemelt   | 10,14    | 2.       | 16.      | 10,02    | 3.       | 8.       | 9,98    | 7.       |
| Keston Bledman                                                | 100 m           | kiemelt   | kiemelt   | kiemelt   | 10,13    | 3.       | 14.*     | 10,04    | 4.       | 9.       | kiesett | kiesett  |
| Rondell Sorillo                                               | 100 m           | kiemelt   | kiemelt   | kiemelt   | 10,23    | 3.       | 26.      | 10,31    | 7.       | 23.      | kiesett | kiesett  |
| Rondell Sorillo                                               | 200 m           |           |           |           | 20,76    | 5.       | 34.      | kiesett  | kiesett  | kiesett  | kiesett | kiesett  |
| Lalonde Gordon                                                | 400 m           |           |           |           | 45,43    | 2.       | 13.**    | 44,58    | 1.       | 1.       | 44,52   |          |
| Deon Lendore                                                  | 400 m           |           |           |           | 46,04    | 5.       | 29.      | kiesett  | kiesett  | kiesett  | kiesett | kiesett  |
| Wayne Davis                                                   | 110 m gát       |           |           |           | 13,52    | 4.       | 17.**    | 13,49    | 6.       | 17.      | kiesett | kiesett  |
| Mikel Thomas                                                  | 110 m gát       |           |           |           | 13,74    | 5.       | 32.      | kiesett  | kiesett  | kiesett  | kiesett | kiesett  |
| Jehue Gordon                                                  | 400 m gát       |           |           |           | 49,37    | 2.       | 18.      | 47,96    | 2.       | 4.       | 48,86   | 6.       |
| Keston Bledman Marc Burns Emmanuel Callander Richard Thompson | 4 × 100 m váltó |           |           |           | 38,10    | 3.       | 5.       |          |          |          | 38,12   |          |
| Lalonde Gordon Jarrin Solomon Ade Alleyne-Forte Deon Lendore  | 4 × 400 m váltó |           |           |           | 3:00,38  | 1.       | 3.*      |          |          |          | 2:59,40 |          |

| Versenyző       | Versenyszám   | Selejtező | Selejtező | Döntő    | Döntő    |
| Versenyző       | Versenyszám   | Eredmény  | Helyezés  | Eredmény | Helyezés |
| --------------- | ------------- | --------- | --------- | -------- | -------- |
| Keshorn Walcott | Gerelyhajítás | 81,75 m   | 10.       | 84,58 m  |          |

Női
| Versenyző                                                     | Versenyszám     | Selejtező | Selejtező | Selejtező | Előfutam | Előfutam | Előfutam | Elődöntő | Elődöntő | Elődöntő | Döntő         | Döntő         |
| Versenyző                                                     | Versenyszám     | Idő       | Hely.     | Össz.     | Idő      | Hely.    | Össz.    | Idő      | Hely.    | Össz.    | Idő           | Helyezés      |
| ------------------------------------------------------------- | --------------- | --------- | --------- | --------- | -------- | -------- | -------- | -------- | -------- | -------- | ------------- | ------------- |
| Kelly-Ann Baptiste                                            | 100 m           | kiemelt   | kiemelt   | kiemelt   | 10,96    | 1.       | 4.       | 11,00    | 3.       | 7.       | 10,94         | 6.            |
| Michelle-Lee Ahye                                             | 100 m           | kiemelt   | kiemelt   | kiemelt   | 11,28    | 3.       | 24.      | 11,32    | 8.       | 21.*     | kiesett       | kiesett       |
| Semoy Hackett                                                 | 100 m           | kiemelt   | kiemelt   | kiemelt   | 11,04    | 2.       | 9.       | 11,26    | 5.       | 16.      | kiesett       | kiesett       |
| Semoy Hackett                                                 | 200 m           |           |           |           | 22,81    | 2.       | 13.      | 22,55    | 3.       | 7.       | 22,87         | 8.            |
| Kai Selvon                                                    | 200 m           |           |           |           | 22,85    | 4.       | 15.      | 23,04    | 5.       | 19.      | kiesett       | kiesett       |
| Janeil Bellille                                               | 400 m gát       |           |           |           | 57,27    | 7.       | 31.      | kiesett  | kiesett  | kiesett  | kiesett       | kiesett       |
| Michelle-Lee Ahye Kelly-Ann Baptiste Kai Selvon Semoy Hackett | 4 × 100 m váltó |           |           |           | 42,31    | 2.       | 2.       |          |          |          | nem ért célba | nem ért célba |

Női
| Versenyző        | Versenyszám | Selejtező | Selejtező | Döntő    | Döntő    |
| Versenyző        | Versenyszám | Eredmény  | Helyezés  | Eredmény | Helyezés |
| ---------------- | ----------- | --------- | --------- | -------- | -------- |
| Ayanna Alexander | Hármasugrás | 14,09 m   | 14.       | kiesett  | kiesett  |
| Cleopatra Borel  | Súlylökés   | 18,36 m   | 13.*      | kiesett  | kiesett  |

* - egy másik versenyzővel azonos eredményt ért el

** - két másik versenyzővel azonos eredményt ért el

## Kerékpározás

### Pálya-kerékpározás
Sprintversenyek
| Versenyző       | Versenyszám  | Selejtező | Selejtező | 1. forduló                    | Vigaszág               | Vigaszág | 2. forduló                       | Vigaszág               | Vigaszág | 9–12. helyért          | 9–12. helyért | Negyeddöntő                               | 5–8. helyért           | 5–8. helyért | Elődöntő                           | Döntő                                                | Helyezés |
| Versenyző       | Versenyszám  | Idő       | Hely.     | Ellenfél Győztes idő          | Ellenfelek Győztes idő | Hely.    | Ellenfél Győztes idő             | Ellenfelek Győztes idő | Hely.    | Ellenfelek Győztes idő | Hely.         | Ellenfél Győztes idő                      | Ellenfelek Győztes idő | Hely.        | Ellenfél Győztes idő               | Ellenfél Győztes idő                                 | Helyezés |
| --------------- | ------------ | --------- | --------- | ----------------------------- | ---------------------- | -------- | -------------------------------- | ---------------------- | -------- | ---------------------- | ------------- | ----------------------------------------- | ---------------------- | ------------ | ---------------------------------- | ---------------------------------------------------- | -------- |
| Njisane Phillip | Férfi egyéni | 70,574    | 10.       | Edward Dawkins (NZL) · 10,221 |                        |          | Robert Förstemann (GER) · 10,467 |                        |          |                        |               | Gyenyisz Dmitrijev (RUS) · 10,545, 10,300 |                        |              | Jason Kenny (GBR) · 10,159, 10,166 | Bronzmérkőzés · Shane Perkins (AUS) · 10,489, 10,297 | 4.       |

Keirin
| Versenyző       | Versenyszám | 1. forduló | Vigaszág | 2. forduló | Döntő            | Helyezés |
| Versenyző       | Versenyszám | Helyezés   | Helyezés | Helyezés   | Helyezés         | Helyezés |
| --------------- | ----------- | ---------- | -------- | ---------- | ---------------- | -------- |
| Njisane Phillip | Férfi       | 4.         | 3.       | 4.         | 7–12. helyért 1. | 7.       |

## Ökölvívás
Férfi
| Versenyző     | Versenyszám | Selejtező                    | Nyolcaddöntő      | Negyeddöntő       | Elődöntő          | Döntő             | Helyezés |
| Versenyző     | Versenyszám | Ellenfél Eredmény            | Ellenfél Eredmény | Ellenfél Eredmény | Ellenfél Eredmény | Ellenfél Eredmény | Helyezés |
| ------------- | ----------- | ---------------------------- | ----------------- | ----------------- | ----------------- | ----------------- | -------- |
| Carlos Suárez | Papírsúly   | Ferhat Pehlivan (TUR) · 6–16 | kiesett           | kiesett           | kiesett           | kiesett           | 17.      |

## Sportlövészet
Férfi
| Versenyző    | Versenyszám    | Selejtező | Selejtező | Döntő   | Döntő    |
| Versenyző    | Versenyszám    | Pont      | Helyezés  | Pont    | Helyezés |
| ------------ | -------------- | --------- | --------- | ------- | -------- |
| Roger Daniel | Légpisztoly    | 568       | 36.       | kiesett | kiesett  |
| Roger Daniel | Szabadpisztoly | 539       | 35.       | kiesett | kiesett  |

## Úszás
Férfi
| Versenyző     | Versenyszám | Előfutam | Előfutam | Előfutam | Elődöntő | Elődöntő | Elődöntő | Döntő   | Döntő    |
| Versenyző     | Versenyszám | Idő      | Hely.    | Össz.    | Idő      | Hely.    | Össz.    | Idő     | Helyezés |
| ------------- | ----------- | -------- | -------- | -------- | -------- | -------- | -------- | ------- | -------- |
| George Bovell | 50 m gyors  | 21,77    | 1.       | 1.       | 21,77    | 2.       | 5.       | 21,82   | 7.       |
| George Bovell | 100 m hát   | 55,22    | 1.       | 29.      | kiesett  | kiesett  | kiesett  | kiesett | kiesett  |

## Vitorlázás
Férfi
| Versenyző    | Versenyszám | Futam | Futam | Futam | Futam | Futam | Futam | Futam | Futam | Futam | Futam | Futam   | Pontszám | Helyezés |
| Versenyző    | Versenyszám | 1     | 2     | 3     | 4     | 5     | 6     | 7     | 8     | 9     | 10    | É       | Pontszám | Helyezés |
| ------------ | ----------- | ----- | ----- | ----- | ----- | ----- | ----- | ----- | ----- | ----- | ----- | ------- | -------- | -------- |
| Andrew Lewis | Laser       | 46    | 43    | 38    | 40    | 28    | (47)  | 34    | 46    | 14    | 26    | kiesett | 315      | 37.      |